# Na wypadek nieszczęścia
Na wypadek nieszczęścia (fr. En cas de malheur, wł. La ragazza del peccato) – francusko-włoski dramat kryminalny z 1958 roku w reżyserii Claude'a Autant-Lary. Adaptacja powieści Georgesa Simenona pod tym samym tytułem. 

## Fabuła
Tragiczna historia związku pospolitej złodziejki (Yvette) i uznanego paryskiego adwokata (André). Postarzały mężczyzna, zafascynowany młodą i piękną dziewczyną, pomaga jej za pomocą podstawionego świadka uniknąć wyroku za napad z użyciem niebezpiecznego narzędzia. W zamian Yvette oferuje mu siebie. Wbrew żonie, która wie o wszystkim, i palestrze, w której zostaje zawieszony, gdy jego niecny uczynek wychodzi na jaw, André romansuje z Yvette, obsypując ją prezentami i kupując drogi apartament z wynajętą służącą. Wiadomość, że Yvette jest z nim w ciąży uwzniośla go jeszcze bardziej. Dziewczyna nie rezygnuje jednak ze spotkań ze swoim byłym kochankiem, przystojnym studentem medycyny Mazettim. Ten, zazdrosny o nią, morduje dziewczynę podczas jednej ze schadzek w jego obskurnym pokoju.   

## Obsada aktorska
- Jean Gabin – adwokat André Gobillot
- Brigitte Bardot – Yvette Maudet
- Edwige Feuillère – Viviane Gobillot
- Nicole Berger – Janine
- Madeleine Barbulée – Bordenave
- Gabrielle Fontan – Pani Langlois
- Jacques Clancy – Duret
- Annick Allières – Noémie
- Franco Interlenghi – Mazetti

i inni.

## O filmie
Kolejny film Claude'a Autant-Lary, czołowego reżysera "Czwartej Republiki", powstał u szczytu jego kariery. Obok wcześniejszych obrazów jego autorstwa (Diabeł wcielony z 1947, Zajmij się Amelią z 1949, Czerwona oberża z 1951, Czarny rynek w Paryżu z 1956) "[stanowił] pamfletowe przesłanie, wymierzone przeciw tradycyjnym bogoojczyźnianym wartościom Francuzów, z kaligraficzną elegancją stylu".
W Europie film spodobał się zarówno krytykom, którzy uznali, że "po raz kolejny potęga [ówczesnego] kina francuskiego opiera się przede wszystkim na aktorstwie", jak i widzom, którzy tłumnie odwiedzali kina, głównie ze względu na Brigitte Bardot. Z diametralnie różnym odbiorem film spotkał się za oceanem. The New York Times uznał go za "film rozczarowujący o niezrozumiałej fabule". Chwalono aktorstwo Gabina i Feuillere, krytykując jednocześnie ich antagonistów w osobach Bardot i Interlenghiego. Część scen erotycznych z udziałem Bardot w wersji rozpowszechnianej na terenie USA zostało ocenzurowanych. 